# Fervaques
Ne pas confondre avec Fervaches (Manche)
Fervaques est une ancienne commune française, située dans le département du Calvados en région Normandie, devenue le 1er janvier 2016 une commune déléguée au sein de la commune nouvelle de Livarot-Pays-d'Auge.
Elle est peuplée de 707 habitants.
Cette commune possède une école maternelle et élémentaire publique.École

## Géographie
La commune est au cœur du pays d'Auge. Son bourg est à 10 km au nord-est de Livarot, à 13 km au sud de Lisieux et à 14 km à l'ouest d'Orbec.
| Auquainville (comm. nouv. de Livarot-Pays-d'Auge)                                                                     | Auquainville (comm. nouv. de Livarot-Pays-d'Auge) | Saint-Cyr-du-Ronceray (comm. nouv. de Valorbiquet)                 |
| Le Mesnil-Germain (comm. nouv. de Livarot-Pays-d'Auge), Cheffreville-Tonnencourt (comm. nouv. de Livarot-Pays-d'Auge) | Fervaques                                         | Tordouet (comm. nouv. de Valorbiquet)                              |
| Notre-Dame-de-Courson (comm. nouv. de Livarot-Pays-d'Auge)                                                            | La Croupte (comm. nouv. de Livarot-Pays-d'Auge)   | Cernay, Notre-Dame-de-Courson (comm. nouv. de Livarot-Pays-d'Auge) |

## Toponymie
Le nom de la localité est attesté en 1320 sous la forme Fervaches, puis Farvaques en 1667.
Ce toponyme représente une forme altérée d'un ancien Favarche, Faverche (non attesté), comme le montrent les formes anciennes de Fervaches (Manche, de Favarchiis vers 1280, Favarchia 1322), Farvache (Seine-et-Marne, de Faverchiis) et l'homophone Fervaques (Aisne, Favarkes 1188).
Il s'agit d'un terme caractéristique de la langue d’oïl faverge au pluriel. Il est issu du gallo-roman FABRICA « forge » (du latin fabrica « atelier, fabrique ». Fabrique est un emprunt savant).
L'étymologie populaire fer(re)-vaches explique l'altération de Faverche, l'élément -vaches ayant été traduit en normand septentrional par la forme -vaques, d'après vaque « vache ».
Le gentilé est  Fervaquois.

## Histoire
Henry IV y dormit, au château, la veille de la bataille d'Ivry, en chemin vers Paris, avant de se convertir au catholicisme[réf. nécessaire].
À la création des cantons, Fervaques est chef-lieu de canton. Ce canton est supprimé lors du redécoupage cantonal de l'an IX (1801).
Le 1er janvier 2016, Fervaques intègre avec vingt-et-une autres communes la commune de Livarot-Pays-d'Auge créée sous le régime juridique des communes nouvelles instauré par la loi no 2010-1563 du 16 décembre 2010 de réforme des collectivités territoriales. Les communes d'Auquainville, Les Autels-Saint-Bazile, Bellou, Cerqueux, Cheffreville-Tonnencourt, La Croupte, Familly, Fervaques, Heurtevent, Livarot, Le Mesnil-Bacley, Le Mesnil-Durand, Le Mesnil-Germain, Meulles, Les Moutiers-Hubert, Notre-Dame-de-Courson, Préaux-Saint-Sébastien, Sainte-Marguerite-des-Loges, Saint-Martin-du-Mesnil-Oury, Saint-Michel-de-Livet, Saint-Ouen-le-Houx et Tortisambert deviennent des communes déléguées et Livarot est le chef-lieu de la commune nouvelle.

## Politique et administration
| Période                                  | Période       | Identité                 | Étiquette | Qualité                           |
| ---------------------------------------- | ------------- | ------------------------ | --------- | --------------------------------- |
| 1792                                     | 1807          | Michel Nicolas Jacquette |           |                                   |
| 1807                                     | 1836          | Nicolas Guillaume Pain   | SE        | Propriétaire                      |
| 1836                                     | 1840          | Marquis Desportes        | SE        | Châtelain                         |
| 1840                                     | 1859          | Pierre Deshayes Lavigne  | SE        | ?                                 |
| 1859                                     | 1876          | Pierre Charles Hue       | SE        | Épicier                           |
| 1876                                     | 1910          | Eugène Dasnière          | SE        | Notaire                           |
| 1910                                     | 1925          | Edmond Bisson            | SE        | Agriculteur                       |
| 1925                                     | 1937          | Léopold Bourdon          | SE        | Agriculteur                       |
| 1937                                     | 1953          | Henry Lelièvre           | SE        | Agriculteur                       |
| 1953                                     | 1964          | André Troussier          | SE        | Vétérinaire et conseiller général |
| 1964                                     | 1977          | Louis Fresnel            | SE        | Épicier                           |
| 1977                                     | 1989          | Guy Lebarbé              | SE        | Vétérinaire                       |
| 1989                                     | 1995          | Roger Poulard            | SE        | Épicier                           |
| 1995                                     | 2001          | François Chavatte        | SE        | Médecin                           |
| 2001                                     | Décembre 2015 | Didier Lallier           | SE        | Agriculteur fromager              |
| Les données manquantes sont à compléter. |               |                          |           |                                   |

Le conseil municipal était composé de quinze membres dont le maire et trois adjoints. Sept de ces conseillers intègrent le conseil municipal de Livarot-Pays-d'Auge le 1er janvier 2016 jusqu'en 2020 et Didier Lallier devient maire délégué.

## Économie

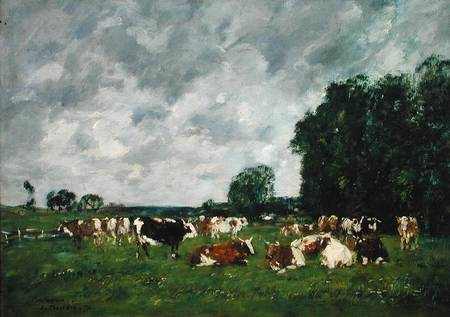
Pâturages à Fervaques
Eugène Boudin, 1874
Musée des Beaux-Arts de Caen.

## Démographie
En 2021, la commune comptait 707 habitants. Depuis 2004, les enquêtes de recensement dans les communes de moins de 10 000 habitants ont lieu tous les cinq ans (en 2008, 2013, 2018, etc. pour Fervaques) et les chiffres de population municipale légale des autres années sont des estimations.
Fervaques a compté jusqu'à 1 448 habitants en 1806.
| 1793  | 1800  | 1806  | 1821  | 1831  | 1836  | 1841 | 1846 | 1851 |
| ----- | ----- | ----- | ----- | ----- | ----- | ---- | ---- | ---- |
| 1 441 | 1 346 | 1 448 | 1 410 | 1 146 | 1 134 | 981  | 964  | 869  |

| 1856 | 1861 | 1866 | 1872 | 1876 | 1881 | 1886 | 1891 | 1896 |
| ---- | ---- | ---- | ---- | ---- | ---- | ---- | ---- | ---- |
| 764  | 787  | 762  | 741  | 718  | 732  | 674  | 704  | 669  |

| 1901 | 1906 | 1911 | 1921 | 1926 | 1931 | 1936 | 1946 | 1954 |
| ---- | ---- | ---- | ---- | ---- | ---- | ---- | ---- | ---- |
| 592  | 581  | 538  | 568  | 575  | 586  | 569  | 583  | 809  |

| 1962 | 1968 | 1975 | 1982 | 1990 | 1999 | 2008 | 2013 | 2018 |
| ---- | ---- | ---- | ---- | ---- | ---- | ---- | ---- | ---- |
| 602  | 555  | 549  | 510  | 551  | 646  | 715  | 670  | 724  |

| 2019 | - | - | - | - | - | - | - | - |
| ---- | - | - | - | - | - | - | - | - |
| 718  | - | - | - | - | - | - | - | - |

## Lieux et monuments
- Le château de Fervaques, « Domaine de Fervaques » ou « le Kinnor ». Château et parc, classés monument historique[13]. Partie XVe siècle construite par François Gabriel pour Guillaume de Hautemer, maréchal de Fervaques, corps de logis en brique et pierre fin XVIe siècle/début XVIIe siècle, porterie à pont-levis, douves, vestiges du colombier, pont sur la Touques, parc.
- Platane d'Orient du château Le Kinnor, arbre remarquable âgé de plus de 500 ans, il serait le plus vieux platane de France (25 m de hauteur, 13,80 m de circonférence à 1,50 m du sol, 36 m d'envergure).
- Manoir du Verger, inscrit aux monuments historiques[14], manoir du XVIe siècle, bâtiment de la boulangerie, remise et pressoir à pans de bois.
- Église Saint-Germain, inscrite aux monuments historiques pour son décor intérieur[15].
- La maison natale de Pierre Quantin, général français de la Révolution et de l'Empire, située 16 rue du Docteur-Hautechaud (aujourd'hui une pharmacie).
- La maison de Paul et Andrée Hautechaud, résistants, située 12 rue du Docteur-Hautechaud (RD 64).
- Ancien moulin.
- Le four à pain, situé place de la Fontaine, restauré en 2006 à l'identique, il est remis en chauffe chaque année pour la fête nationale du 14 juillet.
- L'ancienne prison, située entre la place de la Fontaine et la rue du Docteur-Hautechaud. Elle est édifiée en 1733.
- L'ancienne fontaine publique, située à l'angle de la rue du Docteur-Hautechaud et de l'allée du Presbytère (RD 47). Elle est construite en 1820, car à cette époque l'eau de la Touques est insalubre, polluée par les tanneries.

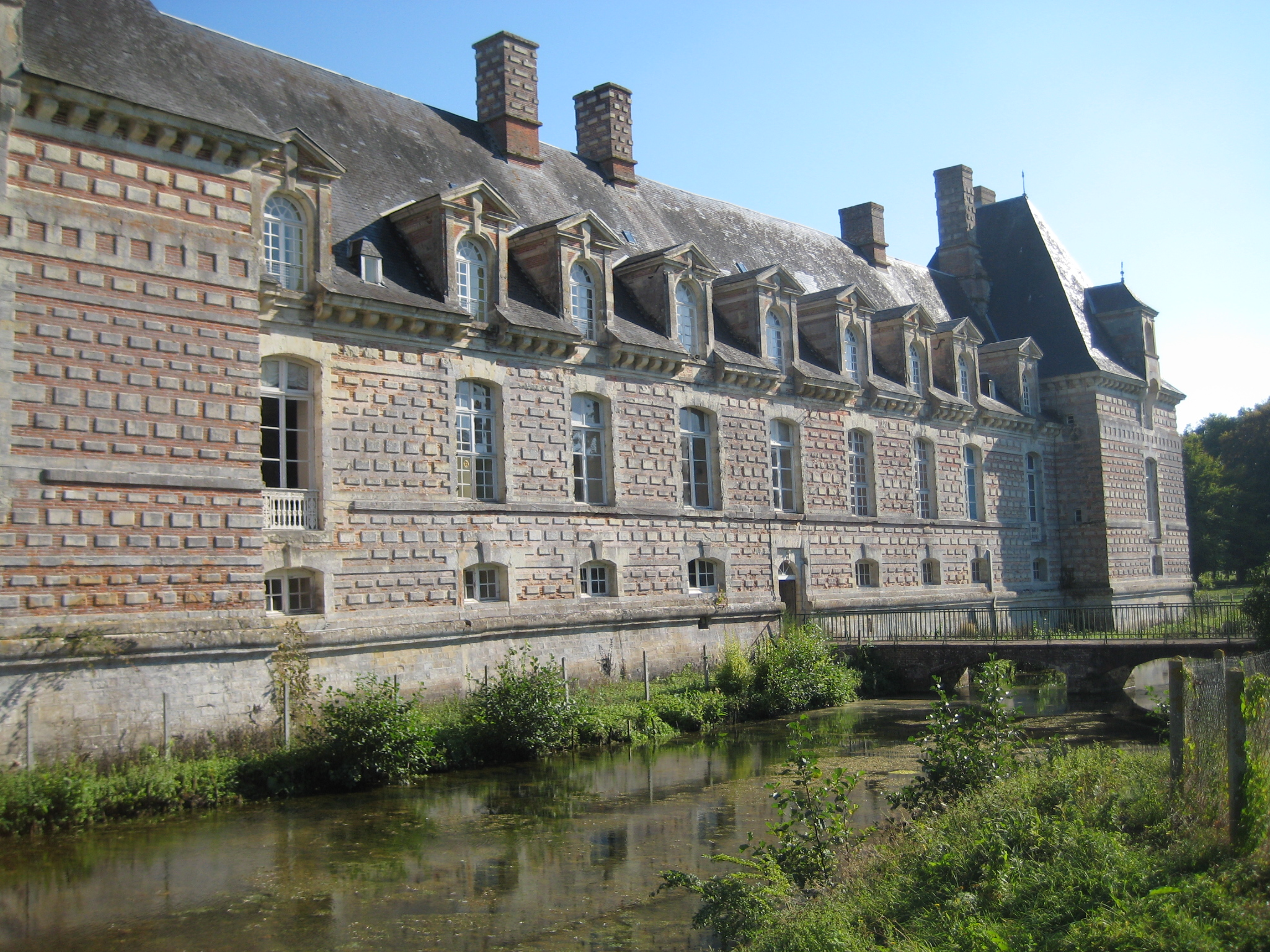
L'arrière du château le Kinnor.
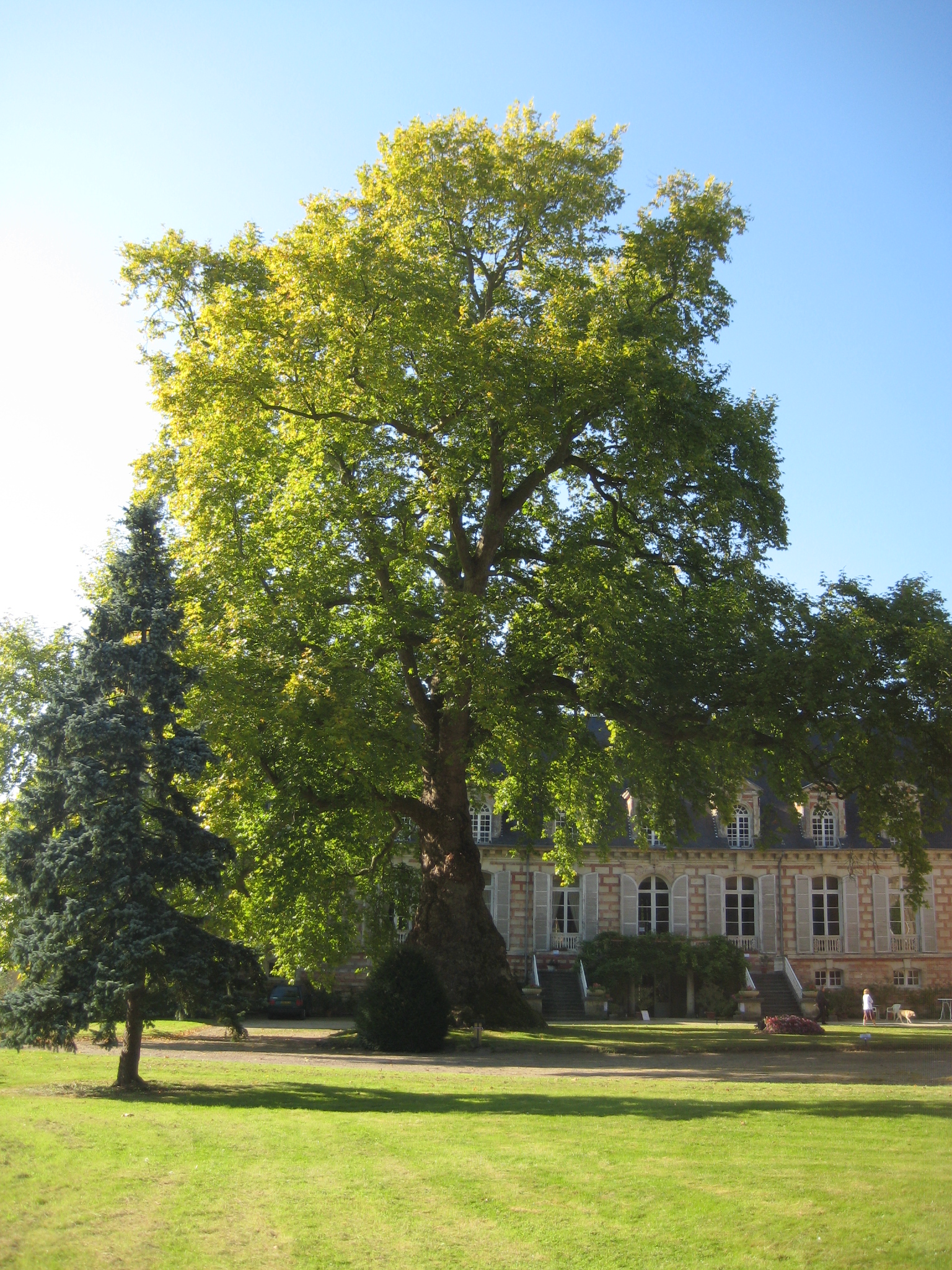
Platane multicentenaire.
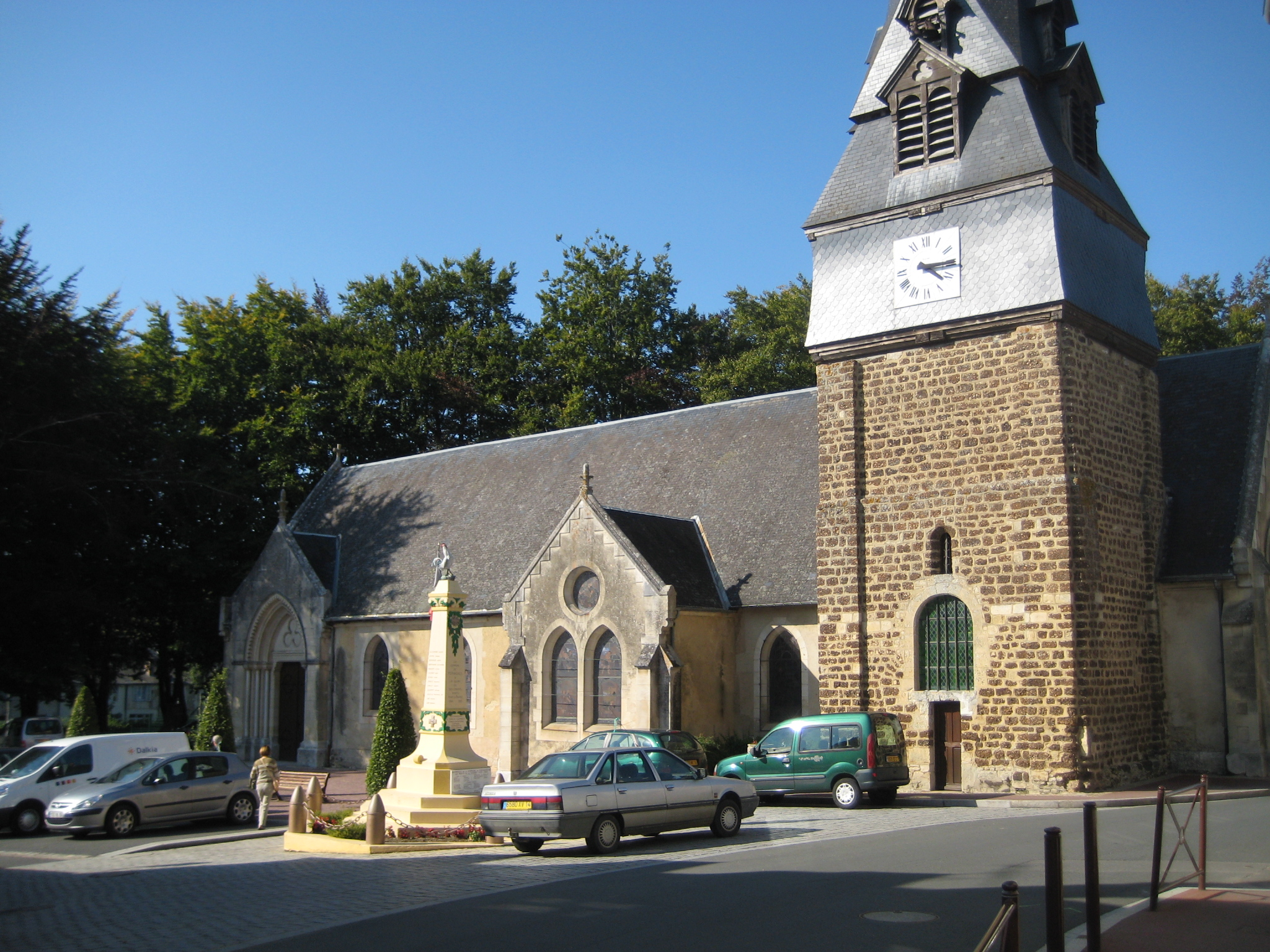
L'église Saint-Germain.
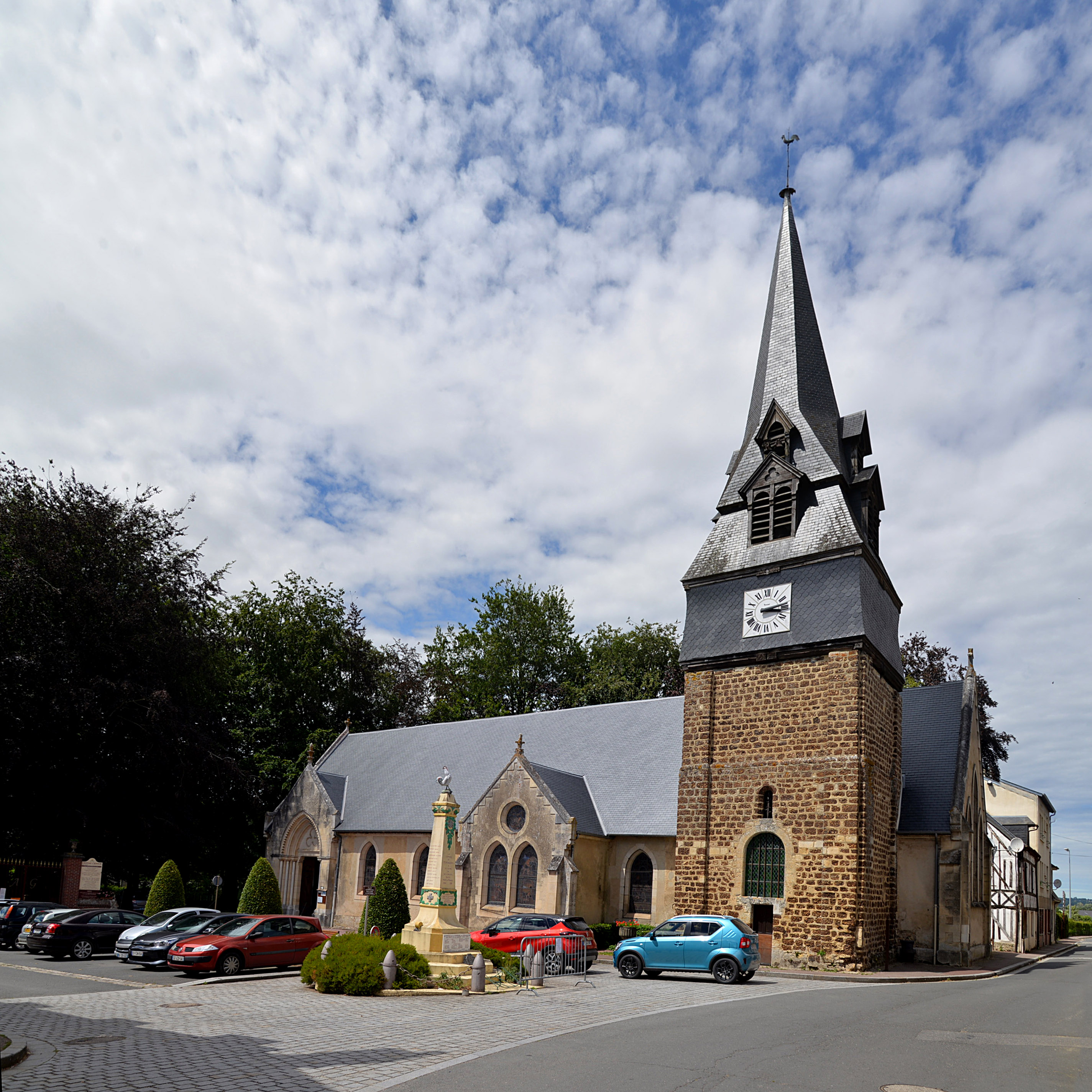
L'église Saint-Germain.
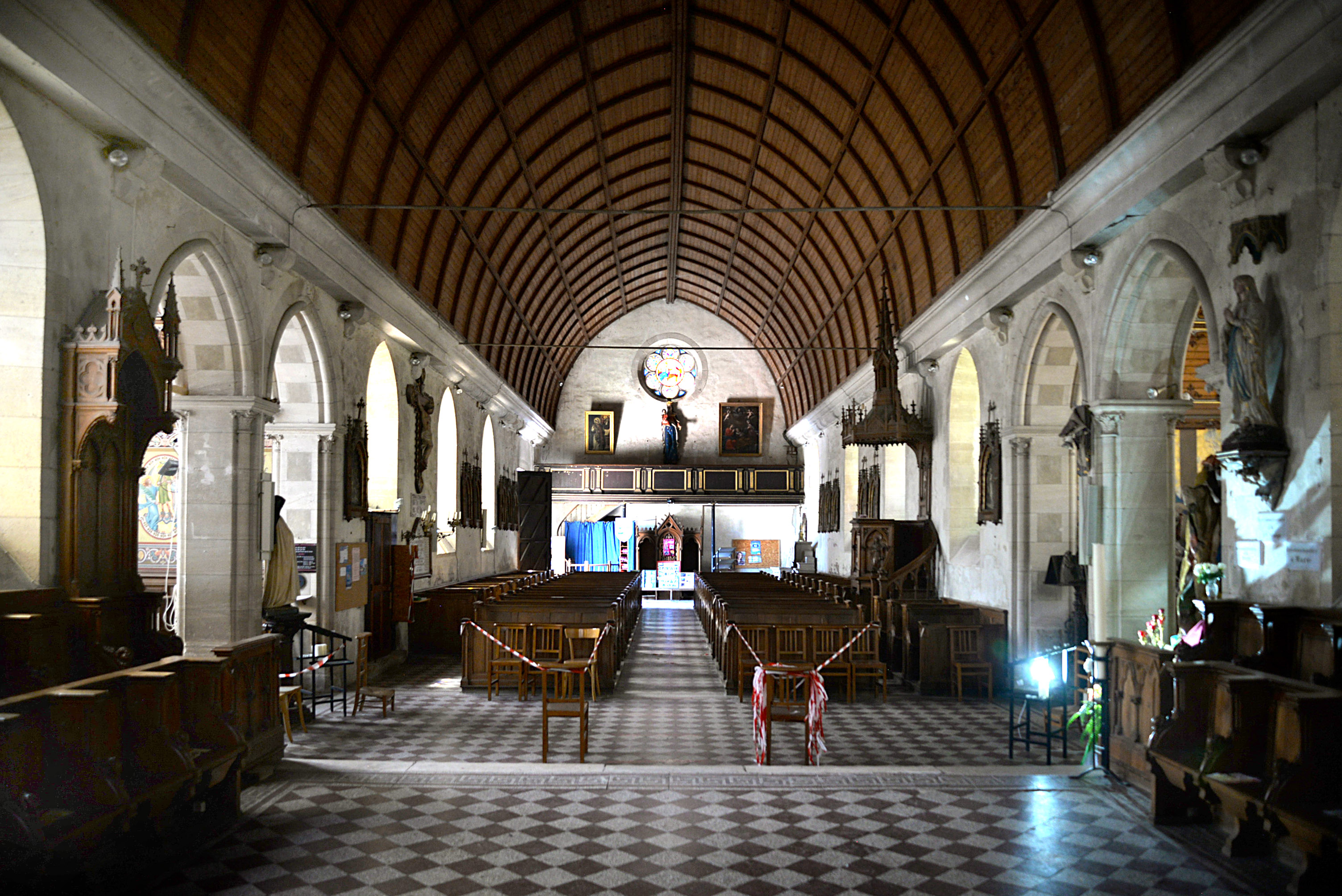
La nef de l'église Saint-Germain.
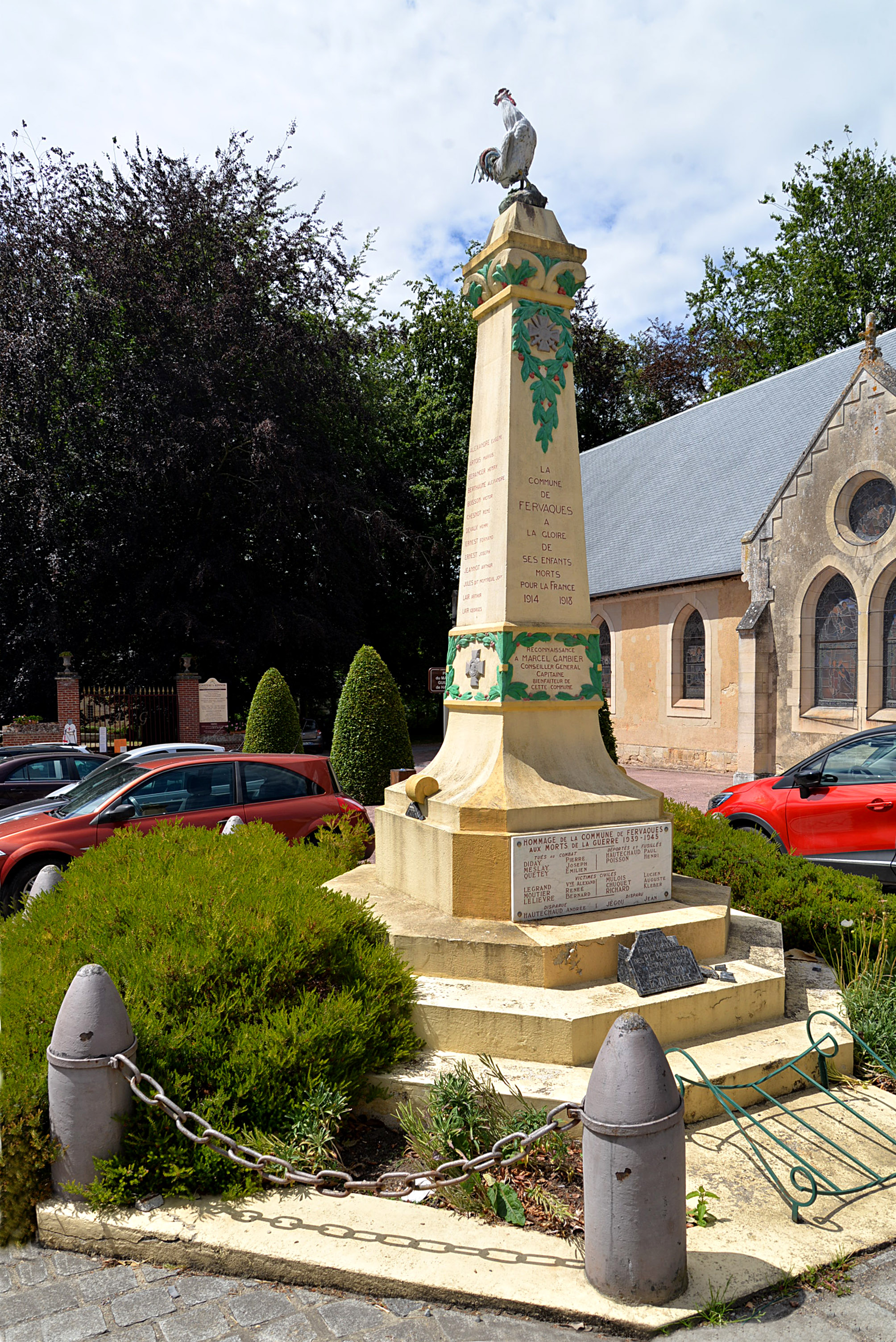
Le monument aux morts.
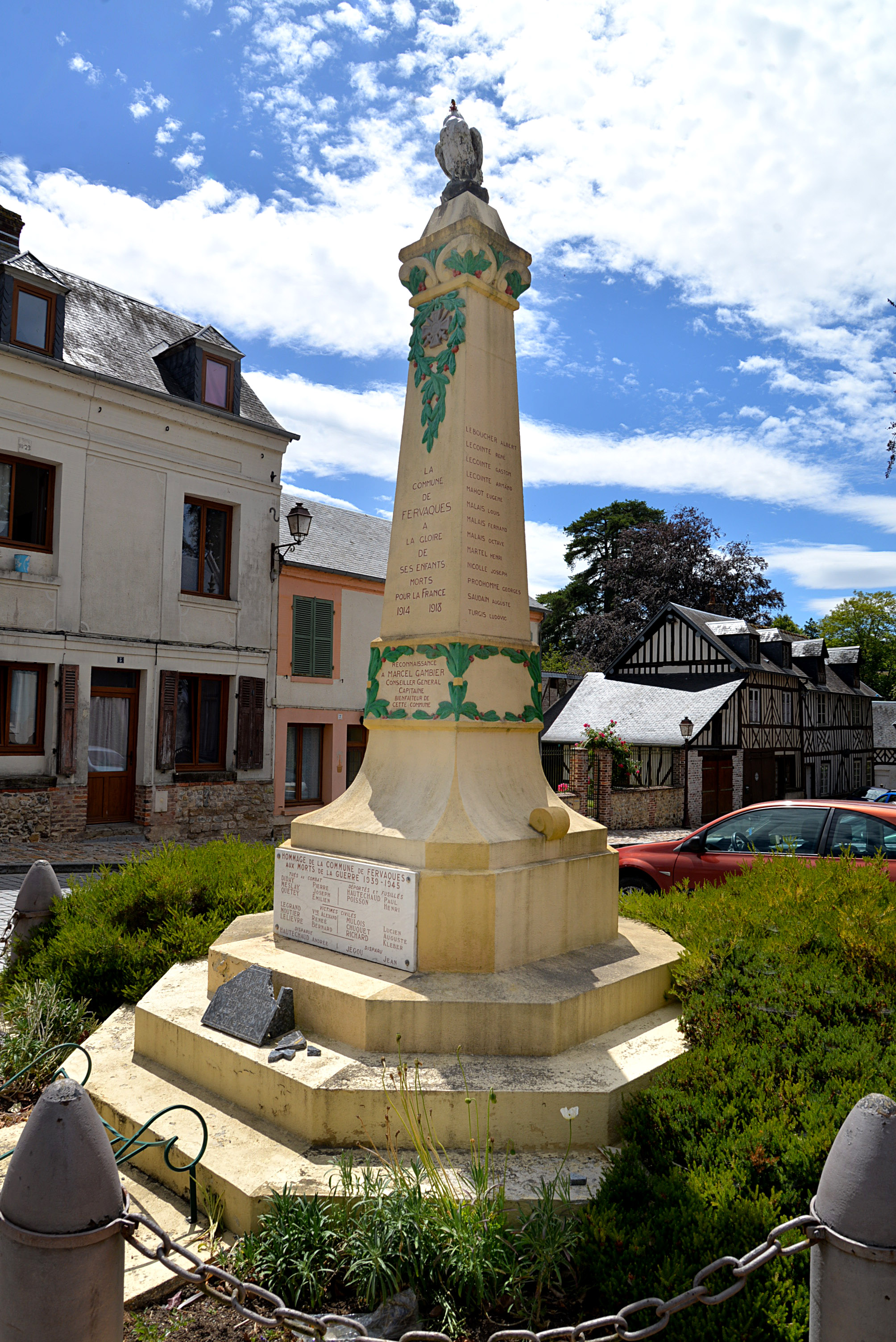
Le monument aux morts

## Fervaques dans la littérature
Chateaubriand évoque Fervaques à plusieurs reprises dans les Mémoires d'outre-tombe (livre II du tome 2, livres III et VIII du tome 6…).

## Personnalités liées à la commune
- Guillaume de Hautemer de Grancey (1538-1613), maréchal de France, seigneur de Fervaques.
- Pierre-Nicolas Morin (1756-1827), général des armées de la République et de l'Empire, né dans la commune. Il a participé à la bataille d'Austerlitz comme colonel du 2e régiment de carabiniers.
- Pierre Quantin (1759 à Fervaques-1824), général des armées de la République.
- Astolphe de Custine (1790-1857), écrivain, réfugié de la vie publique au château de Fervaques.
- Paul Hautechaud (1896-1944), médecin résistant agent du SOE, déporté au camp de Buchenwald.